# لئاندرینیو
لئاندرو هنریکه دو ناسیمنتو (پرتغالی: Leandro Henrique do Nascimento؛ زادهٔ ۱۰ نوامبر ۱۹۹۸) بازیکن فوتبال اهل برزیل است که در پست مهاجم برای اتلتیکو مینیرو در سری آ برزیل بازی می‌کند.
وی به همراه تیم ملی زیر ۱۷ سال برزیل در مسابقات قهرمانی نوجوانان آمریکای جنوبی شرکت کرد و علاوه بر قهرمانی در این مسابقات عنوان آقای گلی هم کسب کرد.